# Masen
L'Agence marocaine pour l'énergie durable (Moroccan Agency for Sustainable Energy - Masen) est une société marocaine de droit privé à capitaux publics, cherchant à développer la production d'électricité à partir de l'énergie solaire dans le cadre d'une stratégie pilotée par l'État marocain.

## Historique
La société est créée en 2010 par décret royal, détenue en majorité par l'état marocain lui-même dans l'objectif de développer des centres de production d'électricité d'une capacité minimale de 2 000 MW. Mustapha Bakkoury est nommé dès le 30 décembre 2009 par le roi Mohammed VI en tant que PDG.
En mai 2013, l'agence élabore un plan pour l'énergie solaire, menant des travaux de construction de la centrale Noor Ouarzazate I. En février 2016, cette dernière est inaugurée, lançant dans le même temps la construction des centrales II et III. Ceux de la quatrième centrale sont à leur tour lancés en avril 2017.
En octobre 2016, une loi renomme la Moroccan Agency For Solar Energy en Moroccan Agency for Sustainable Energy. Ses compétences sont revues pour étendre son champ d'action à tout type d'énergies renouvelables, ainsi que ses objectifs passant d'un objectif de production à partir d'énergies renouvelables à 3000 MW à l'horizon 2020 et 6000 MW à l'horizon 2030.
En mai 2024, Mustapha Bakkoury, déjà en retrait depuis 2021, cède sa place de PDG à Tarik Moufaddal.
Toujours en mai 2024, la Masen, en lien avec la banque islamique de développement, met en place un nouveau programme panafricain en faveur des énergies renouvelables sur le continent. Ce programme, baptisé RECPA (Renewable Energy Cooperation program to Power Africa), veut intégrer onze nouveaux pays après Djibouti, la Guinée Bissau et le Niger, à savoir le Burkina Faso, la Côte d’Ivoire, Djibouti, la Gambie, la Guinée, la Guinée Bissau, le Mali, la Mauritanie, le Niger, le Sénégal et le Tchad.
En septembre 2024, grâce à un don de 2 millions d'euros accordé par la Banque européenne d'Investissement, la Masen avance concrètement vers la construction de son premier parc éolien offshore, qui sera érigé dans la région d’Essaouira-Agadir,.

## Stratégie énergétique marocaine
Quatre objectifs sont avancés : la sécurité de l'approvisionnement, l'accès généralisé à l'énergie à prix compétitif, la préservation de l'environnement, la mise en valeur du rôle régional et international du Maroc.
La MASEN se voit attribuer le volet renouvelable, concernant le solaire, l'éolien et l'hydraulique.

## Plan Noor
Le Plan Noor porté par la Masen vise le développement d'une capacité minimale de 2 000 MW d'ici 2020 pour l'énergie solaire, équivalente à un taux de 14 % de la capacité électrique totale installée au Maroc à cet horizon. Il devrait permettre une économie de 3,7 millions de tonnes de CO2.
Le premier grand projet du Plan Noor, visant une capacité de production totale de plus de 580 MW, se déploie dans la région de Ouarzazate et comprend la construction de quatre centrales :
- Noor Ouarzazate I (160 MW) : centrale solaire thermique à concentration à miroirs cylindro-paraboliques. Le projet est inauguré en février 2016 et opérationnel[19].
- Noor Ouarzazate II (200 MW) : centrale solaire thermique à concentration à miroirs cylindro-paraboliques. Les travaux sont officiellement lancés en février 2016. Sa livraison est prévue fin 2017.
- Noor Ouarzazate III (150 MW) : centrale solaire thermique à concentration à tour. Les travaux sont officiellement lancés en février 2016. Sa livraison est prévue fin 2017.
- Noor Ouarzazate IV : centrale solaire photovoltaïque de 72 MW. L'appel à projet est lancé en 2015[20].

Le complexe de centrales solaires Noor Ouarzazate est présenté comme pouvant devenir à terme le plus grand du monde.
D'autres sites sont identifiés pour accueillir des projets intégrés solaires : Laâyoune, Boujdour, Midelt et le Tafilalet.

## Organisation
De sa création en 2010 jusqu'au printemps 2024, la Masen est dirigée par Mustapha Bakkoury, portant le titre de Président-Directeur Général. Il est remplacé en mai 2024 par Tarik Moufaddal.
Un Conseil d'administration est chargé de veiller au bon fonctionnement de la Masen. Y sont représentés les principaux ministères et acteurs clés du secteur des énergies renouvelables.

## Activités
10 parcs éoliens, dont des projets privés, sont installés le long des côtes marocaines et dans les terres : Tarfaya, Essaouira, Laâyoune, Tétouan, Tanger, Ksar Sghir (entre Tanger et Tétouan), Akhfennir, Taza, Midelt, Oualidia (2 fois 18 MW) et Boujdour.
Avec sa politique des barrages, le Maroc compte 148 barrages répartis à travers le Royaume.

## Partenariats
La politique énegétique s'inscrit dans le cadre d'échanges potentiels entre l'Afrique et l'Europe et dans celui d'une coopération Sud-Sud. La Masen a signé des partenariats avec de nombreux pays africains : la Tanzanie, le Sénégal, Djibouti, l'Éthiopie, le Nigéria, Madagascar, le Rwanda, la Tunisie, la Guinée-Bissau, la Zambie et le Ghana.
D'autre part, le Maroc et le Chili renforcent leurs liens pour remplir leurs objectifs en matière d'énergies renouvelables, par la signature d'un accord de coopération entre la Masen et la CORFO, l'agence chilienne de développement économique,.
Le 17 novembre 2016, une déclaration pour l'établissement d'une feuille de route sur l'échange durable d'électricité entre le Maroc et l'Europe est signée par le Maroc, l'Allemagne, l'Espagne, la France et le Portugal. La Masen a été désignée comme Secrétaire du Comité de pilotage de ce projet.
L'objectif est de préciser, à l'horizon de la COP23, les possibilités d'échange d'électricité d'origine renouvelable entre les deux rives de la Méditerranée, pour la signature d'un accord de mise en œuvre de ce projet,.
Le Maroc dépend de ses importations sur le plan énergétique (de l'ordre de 95 % de ses besoins énergétiques sont importés) et fait face à une demande énergétique croissante. De surcroît, le pays est directement affecté par les changements climatiques, bien que faible émetteur de gaz à effet de serre (de l'ordre de 0,2 % au niveau mondial). Or, le Maroc bénéficie de gisements solaire et éolien importants.